# Telesto africana
Telesto africana is een zachte koraalsoort uit de familie Clavulariidae. De koraalsoort komt uit het geslacht Telesto. Telesto africana werd in 1870 voor het eerst wetenschappelijk beschreven door Verrill. 